# Dihybocercus nigra
Dihybocercus nigra is een insectensoort uit de familie Embiidae, die tot de orde webspinners (Embioptera) behoort. De soort komt voor in Namibië.
Dihybocercus nigra is voor het eerst wetenschappelijk beschreven door Ross in 1956.